# Modulaire kernel
Een modulaire kernel is in de informatica een kernel die tracht de goede punten van kerneldrivers en drivers gemaakt door derden samen te voegen. Zo zal de kernel opgedeeld zijn in verschillende delen, deze vormen dan de modules. Zo kan de kernel tijdens run-time de modules dan laden indien ze nodig zijn. Hierdoor wordt een modulaire kernel vrij klein en zal het minder geheugen gebruiken.

## Voor- en nadelen

### Voordelen
- De kernel hoeft niet alles te laden tijdens het booten.
- De kernel is niet zo groot in vergelijking met de monolithische kernel die hij weze.
- De hele kernel hoeft niet opnieuw gecompileerd worden als er een nieuwe module geschreven is.

### Nadelen
- De modules draaien in supervisormodus, daardoor zijn ze in staat allerlei slechte zaken te verrichten en daardoor de kernel te laten crashen.
- Een module kan uit bovenstaande dienen als schadelijke software.
- Een module heeft problemen met het verwijzen naar de kernel, omdat hiervoor de symbolen van de kernel bekend moeten zijn.